# قاسم أباد (قهاب رستاق)
قاسم أباد (بالفارسية: قاسم‌آباد) هي مستوطنة تقع في إيران في قسم قهاب رستاق الريفي. يقدر عدد سكانها بـ 45 نسمة بحسب إحصاء 2016.